# H. L. A. Hart
Herbert Lionel Adolphus Hart (Harrogate, 18 de julho de 1907 - Oxford, 19 de dezembro de 1992), referido como H. L. A. Hart, foi um filósofo do direito e magistrado britânico, conhecido por seu trabalho no estudo da moral e da filosofia política. Seu trabalho mais famoso é "O Conceito de Direito" (em inglês: The Concept of Law), de 1961, que se tornou obra de referência para a filosofia do direito de tradição analítica.

## Carreira e biografia
Hart nasceu no Reino Unido em 1907, filho de um alfaiate judeu polonês de ascendência alemã. Estudou durante um breve período no Cheltenham College, escola que não lhe agradava, e na Bradford Grammar School, onde teve aguçado seu apetite pela discussão de ideias. Após este período seguiu para o New College de Oxford, obtendo desempenho brilhante nos Estudos Clássicos e em História e Filosofia Antigas, obtendo o primeiro lugar nas disciplinas mencionadas no ano de 1929. Em 1932 foi aprovado no exame da ordem inglês, conhecido como Chancery Bar, tendo exercido a profissão até 1940, junto com Richard Wilberforce.
Na prática do dia-a-dia, Hart enfrentava questões complicadas como o trusts e questões tributárias. Com o início da segunda guerra mundial, por não demonstrar aptidão para o serviço ativo, foi convocado para trabalhar no MI5 órgão responsável pela inteligência britânica, mas sem perder real interesse pela Filosofia do Direito. Foi convocado pelo New College para ser tutor de Filosofia, mas recusou o convite. Com o fim da guerra, o convite foi renovado para que Hart retornasse a Oxford como Fellow e Tutor, em 1945, tendo aceitado. Assim, inicia-se um momento extremamente inovador na carreira acadêmica de Hart. Segundo MacCormick:
 “A Oxford para a qual ele retornou estava em um estado filosófico efervescente, repleta de declarações a respeito da “revolução filosófica” que se percebia como necessária e se considerava estar em andamento."
Em 1952, mesmo não tendo publicado muitas obras, já era membro extremamente respeitado na nova escola dos filósofos de Oxford no período do pós-guerra e, devido ao forte impulso dado por J. L. Austin, foi eleito para a cátedra de Teoria Geral do Direito (chamada de Jurisprudence) desta renomada instituição, substituindo o professor Arthur Goodhart e permanecendo até o ano de 1968.
Doutor honoris causa pelas Universidades de Glasgow, Kent, Estocolmo, Chicago, Harvard e Cambridge. Membro da Academia Britânica e membro honorário de vários Colleges de Oxford.
Foi um influente filósofo do direito, sendo precursor no desenvolvimento de uma teoria sofisticada sobre o positivismo jurídico nos marcos da filosofia analítica, além de publicar estudos sobre a responsabilidade jurídica (causalidade e imputação), o direito penal e a história do pensamento jurídico, tendo dedicado o período de 1969 a 1973 para investigar a obra de Jeremy Bentham, cujos manuscritos jurídicos fez editar.
A obra que o levou a notório conhecimento e reputação internacional foi “ O Conceito de Direito”, publicada em 1961. Esta obra transformou o modo como era compreendida e estudada a Teoria Geral do Direito, comumente apresentada como 'Jurisprudence" no mundo de língua inglesa e fora dele.
A obra “O Conceito do Direito” causou tamanho impacto que deu origem a uma multiplicidade de publicações discutindo a argumentação desenvolvida não só no contexto da Teoria Jurídica, como também no da Filosofia Política e da Filosofia da Moral.
Em virtude de sua própria argumentação, Hart é classificado como positivista da corrente inclusivista que não exclui totalmente a moral da definição do direito, contrapondo-se a positivistas da correntes exclusivista, liderada por seu aluno Joseph Raz. Tal afirmação traduz-se no prefácio de sua obra “O Conceito de Direito”, quando o autor afirma que, embora o estudo seja dedicado primariamente aos estudantes de direito, também pode servir àqueles cujos interesses recaem na filosófica moral ou política.
A teoria de Hart sofreu críticas tanto de moralistas como até de seus próprios seguidores, sugerindo o aperfeiçoamento de seus conceitos. Nesse sentido, torna-se famosa sua polêmica com representantes do moralismo jurídico como Lon Fuller e Ronald Dworkin e até com seu pupilo Neil MacCormick.
Sendo caracterizado como perfeccionista meticuloso segundo aqueles que bem o conheciam, o intuito do autor era o de dar respostas às muitas discussões sobre suas obras, defendendo sua posição contra os que erroneamente o interpretaram e até aceitando as críticas justificadas, sugerindo mudanças em sua doutrina. Um exemplo de resposta à críticas pode ser encontrado no pós-escrito da obra “O Conceito de Direito”, que contém respostas ponderadas a muitos argumentos de Ronald Dworkin.
A principal crítica de Lon L. Fuller à Teoria Geral do Direito de Hart era a ausência de qualquer elucidação da moral interior, o que seria elemento intrínseco de tudo o que possa ser reconhecido como Direito, gerando um marco no debate jurídico anglo-americano no final da década de 1950, com a publicação na Harvard Law Review, de uma controvérsia entre os autores sobre se o direito é ou não essencialmente moral em sua natureza interna.
No entanto, a crítica a que Hart dedica a maioria de suas anotações, o que resultou no pós-escrito à obra “O Conceito de Direito”, foi feita pelo norte-americano Ronald Dworkin. Para este autor, Hart seria vítima do “aguilhão semântico” ou “ferrão semântico”, já que se o argumento jurídico diz respeito a questões vitais, os advogados não podem usar os mesmo critérios factuais para decidirem quando as proposições jurídicas são verdadeiras ou falsas. 
Seus argumentos diriam respeito a quais critérios utilizar. Assim, o esquema das teorias semânticas, de extrair regras comuns de um criterioso estudo daquilo que os advogados dizem e fazem estaria condenado ao fracasso. A tarefa central da teoria jurídica assim concebida é designada como interpretativa e avaliadora, já que consiste na identificação dos princípios que simultaneamente se ajustam melhor ao direito estabelecido e às práticas jurídicas de um sistema jurídico.
Dentre as inúmeras críticas à teoria desenvolvida por Dworkin, Hart afirma em seu pós-escrito, especificamente ao tratar do “ferrão semântico” que em nenhum momento baseou-se na ideia errada de que faz parte do significado da palavra direito, o argumento que lhe é imputado confunde o significado  de um conceito com os critérios para a sua aplicação. Além disso, Hart tenta desconstruir a argumentação de Dworkin referente a sua versão do positivismo factual como convencionalismo. Hart atesta que a sua teoria não é meramente factual, já que seus critérios de direito admitem valores e não apenas meros fatos e a finalidade do direito não consistiria no uso da coerção.
Neil MacCormick, filósofo adepto às ideias juspositivistas de Hart, dedicou obra específica para elucidar o método de estudo do direito desenvolvido por Hart. No Prefácio à 1ª edição do livro “H. L. A. Hart”, o autor afirma que a obra de Hart sempre o fascinou, sem trazer críticas muito bem definidas, no entanto, nos acréscimos à 2ª edição, o autor reconhece que o passar do tempo deu-lhe a oportunidade de assumir uma perspectiva mais distante em relação ao assunto da obra “O Conceito de Direito”, caracterizando-o como pós-positivista.

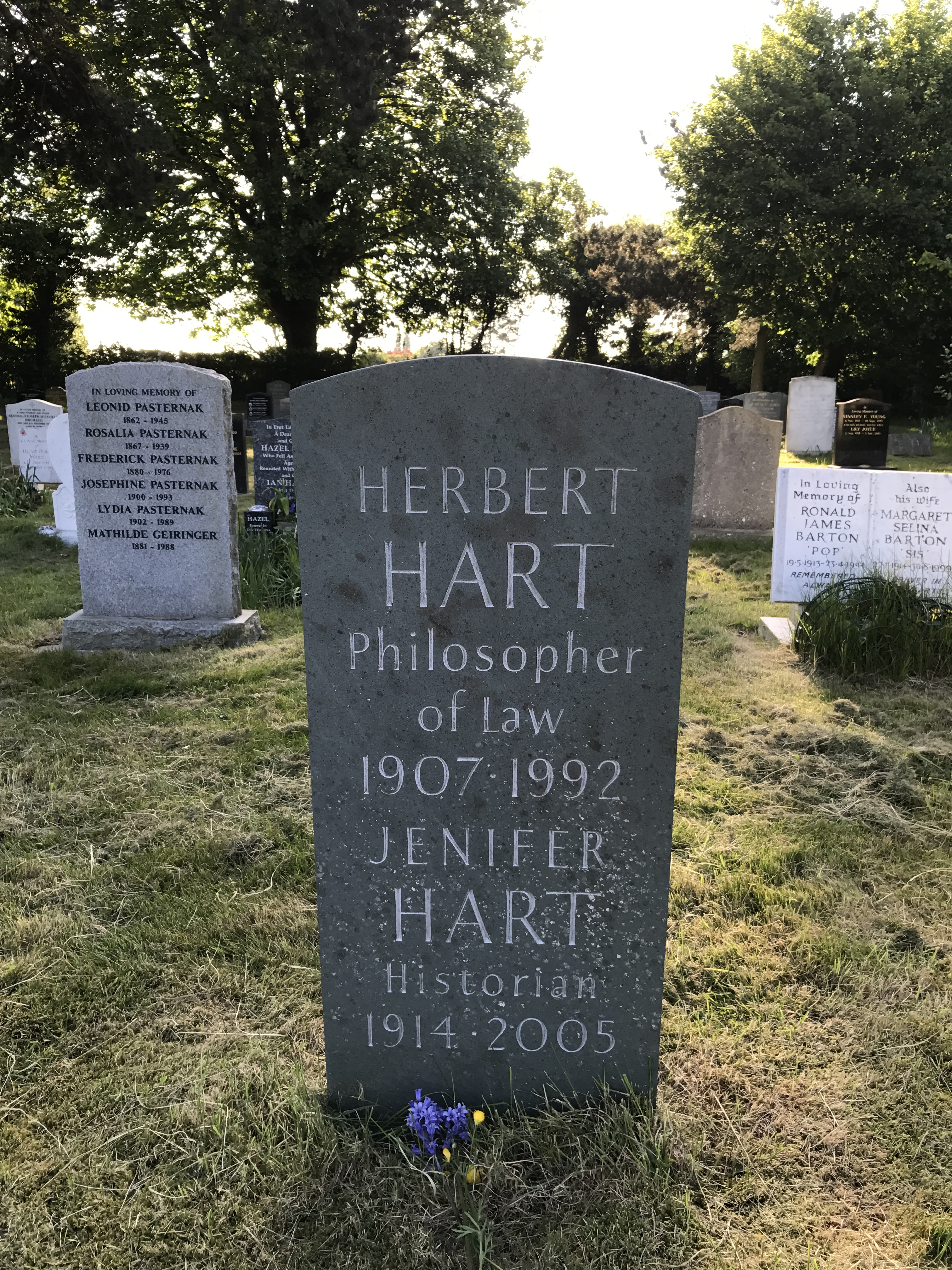
Sepultura de H. L. A. Hart no Cemitério de Wolvercote em Oxford

Nas palavras de Dimitri Dimoulis, na apresentação da obra de MacCormick, o que chama a atenção na obra deste autor é a introdução do conceito de “requisito categórico de conduta”, que busca refletir sobre uma fonte de normatividade que é relevante para as práticas sociais, pois segundo MacCormick, Hart teria exagerado na proeminência das regras de direito e atenuado a importância de outros tipos de standard jurídico. Como explicita MacCormick, a sua argumentação é identificar que o método de análise hartiano é bom e  que sua aplicação mais rigorosa elimina certas dificuldades nas conclusões que Hart traçou.

## Obras
- The Ascription of Responsibility and Rights (1948/1949);
- Definition and Theory in Jurisprudence (1953);
- Are There Any Natural Rights? (1955)
- Analytic Jurisprudence in Mid-twenthy Century; a Reply to Professor Bodenheimer (1957);
- Positivism and Separation of Law and Morals (1958);
- Causation in the Law (com Tony Honoré) (1959);
- The Concept of Law (1961);
- Law, Liberty and Morality (1963);
- The Morality of the Criminal Law (1965);
- Social Solidarity and the Enforcement of Morality (1967/1968)
- Punishment and Responsibility: Essays in the Philosophy of Law (1968);
- Bentham on Legal Rights (1973)
- Rawls on Liberty and its priority; em Reading Rawls, Nova York, Basic Books, (1975).
- Bentham Utility and Rights (1979)
- Essays on Bentham: Studies in Jurisprudence and Political Theory (1982);
- Essays in Jurisprudence and Philosophy (1983).

## The Concept of Law
No prefácio de O Conceito do Direito, Hart aponta que seu objetivo é expandir o conhecimento sobre a lei, a coerção, e a moralidade, como fenômenos sociais diferentes, mas relacionados .
Hart direciona o texto para discussão sobre análise de jurisprudência, e tem como objetivo clarificar o framework geral do pensamento legal ao invés de tratar sobre a crítica do direito ou legal policy .
A obra é uma crítica/complementação às deficiências do modelo de sistema jurídico de John Austin . Sistema este, constituído segundo as linhas da teoria imperativa de Austin, e é fundamentada e seguida por outros autores do século XIX, como Sir William Markby . 
Hart inicia sua argumentação apontando que a argumentação até então desenvolvida por notórios juristas não foi capaz de dar resposta à uma questão comum ao Direito, mas que não é comum aos profissionais de outras ciências, como a química, qual seja: “O que é o direito?”.
Considera que a tentativa mais clara e mais completa de análise do conceito de direito em termos de elementos aparentemente simples de comandos e hábitos, feita por John Austin, não demonstra a diferença essencial entre "ser obrigado a" e "ter uma obrigação de" .
É famosa sua negação de definir o direito de maneira clara, questionando a possibilidade e utilidade de uma definição genérica. A noção de obrigação desenvolvida por Hart implicará na diferenciação de uma perspectiva interna (participante) e externa (observador), fornecendo uma análise dos conceitos do direito e do sistema jurídico por meio de uma discussão do modo pelo qual as regras de conduta humana são usadas como standards sociais de comportamento. 
Esses standards são frequentemente combinados em conjuntos sistemáticos complexos, dentro dos quais os conceitos do discurso jurídico são compreensíveis e se tornam aplicáveis a contextos sociais apropriados. É igualmente famosa sua análise sobre as normas secundárias que determinam a criação e aplicação das normas primárias sobre a conduta das pessoas.